# Ільницький Іван Олександрович
Іван Олександрович Ільницький (рос. Иван Александрович Ильницкий; нар. 9 січня 1983, Петрозаводськ, Карельська АРСР, РРФСР) — російський футзаліст, нападник. Майстер спорту Казахстану.

## Життєпис
Вихованець кондопзького футболу (перший тренер — Олександр Антонов). Ще в шкільні роки розпочав грати за петрозаводський клуб ГТС, який виступав у дивізіоні «Б» Першої ліги. На здібного нападника звернули увагу фахівці, і 2000 року переїхав до Санкт-Петербурга, де почав навчатися в Інженерно-економічному університеті та паралельно грати за команду вишу у Першій лізі.
Коли у 2001 році «Будімпульс», який виступав під прапором «Єдності», фактично відмовився від участі у чемпіонаті країни, то для того, щоб зберегти в Санкт-Петербурзі клуб Вищої ліги, за нього почав грати «Інжекон» у повному складі. Через фінансові проблеми «Єдність» не змогла завершити сезон, і, зігравши 22 матчі з 30, команда знялася з чемпіонату. Однак для самого Ільницького сезон склався вдало: він брав участь у всіх 22 матчах та відзначився 15-ма голами.
Завдяки цьому Олег Іванов запросив Івана до московського «Динамо». Незабаром керівництво клубу зробило ставку на бразильських легіонерів і молоді гравці перестали потрапляти до складу, тому сезон 2002/03 років Ільницький завершив в оренді в «Поліграні-Внуково».
Влітку 2003 року виїхав до Казахстану, прийняв пропозицію карагандинського «Тулпара». Два роки поспіль команда ставала віце-чемпіоном, а Ільницький — найкращим бомбардиром чемпіонату. У сезоні 2003/04 років «Тулпар» виграв Кубок країни. За ці досягнення росіянин удостоєний звання Майстра спорту Казахстану.
У лютому 2006 року «Тулпар» знявся з чемпіонату, протестуючи проти упередженості по відношенню до клубу з боку суддів та керівництва департаменту футзалу. Повернувся до Санкт-Петербурга і дограв сезон у «СТАФ-Альянсі», встигнув взяти участь в останньому турі Вищої ліги та матчах плей-оф. Команда виборола місце в Суперлізі, але вирішила від нього відмовитися і провести ще один сезон у другому ешелоні російського міні-футболу.
У 2007 році «СТАФ-Альянс» повторно завоював путівку до елітного дивізіону, Ільницький у 27 проведених матчах відзначився 28-ма голами. Цього разу клуб скористався своїм правом і вже під новою назвою «Динамо» дебютував у Суперлізі. Чемпіонат 2007/08 років «Динамо» завершило на десятому місці, але в січні 2009 року було змушене знятися з фінансових причин. Сезон Іван завершив у «ТТГ-Югрі», у складі якої виграв бронзову медаль.
Не затримавшись у Югорську, підписав контракт із львівською «Енергією». Зайняв у 2010 році разом із командою третє місце чемпіонату України, він знову повернувся до Санкт-Петербурга, перейшовши до «Політеху».
З 2013 року грає за аматорський клуб «Петербург 04» (раніше «ПетербургГаз»), який виступає в чемпіонаті міста, яка одночасно є зональним турніром Першої ліги. Ненадовго повернувся до змагань всеросійського рівня в сезоні 2014/15 років, коли у зв'язку з реорганізацією системи російських ліг чемпіонат Санкт-Петербурга розіграли в рамках Вищої ліги «Б».

## Досягнення

### Командні
- Чемпіонат Казахстану
  -  Срібний призер (2): 2003/04, 2004/05

- Кубок Казахстану
  -  Володар (1): 2003

- Чемпіонат Росії
  -  Бронзовий призер (1): 2008/09

- Чемпіонат України
  -  Бронзовий призер (1): 2009/10

- Вища ліга Росії
  -  Срібний призер (2): 2006/07, 2007/08

- Вища ліга «Б» Росії
  -  Бронзовий призер (1): 2014/15

### Особисті
- Найкращий бомбардир чемпіонату Казахстану з футболу (2): 2003/04[2], 2004/05[3]

## Статистика виступів
| Клуб                | Сезон     | Ліга      | Чемпіонат | Чемпіонат | Кубок | Кубок |
| Клуб                | Сезон     | Ліга      | Матчі     | Голи      | Матчі | Голи  |
| ------------------- | --------- | --------- | --------- | --------- | ----- | ----- |
| ГТС (Петрозаводськ) | 1999/2000 | Перша «Б» | ?         | ?         | —     | —     |
| Інжекон (СПб)       | 2000/2001 | Перша «Б» | ?         | ?         | —     | —     |
| Єдність             | 2001/2002 | Вища      | 22        | 15        |       |       |
| Динамо (Москва)     | 2002/2003 | Вища      | ?         | ?         |       |       |
| Полігран-Внуково    | 2002/2003 | Вища      | ?         | ?         |       |       |
| Тулпар              | 2003/2004 | Вища      | ?         | 43        |       |       |
| Тулпар              | 2004/2005 | Вища      | ?         | 40        |       |       |
| Тулпар              | 2005/2006 | Вища      | ?         | ?         |       |       |
| Динамо (СПб)        | 2005/2006 | Вища      | ?         | 1         |       |       |
| Динамо (СПб)        | 2006/2007 | Вища      | 27        | 28        |       |       |
| Динамо (СПб)        | 2007/2008 | Суперліга | 47        | 25        |       |       |
| Динамо (СПб)        | 2008/2009 | Суперліга | 22        | 18        |       |       |
| ТТГ-Югра            | 2008/2009 | Суперліга | 10        | 3         |       |       |
| Енергія (Львів)     | 2009/2010 | Вища      | 32        | 22        | 4     | 3     |
| Політех             | 2010/2011 | Суперліга | 24        | 5         | 4     | 2     |
| Політех             | 2011/2012 | Суперліга | 13        | 4         | 0     | 0     |
| Політех             | 2012/2013 | Суперліга | 24        | 13        | 4     | 1     |
| ПетербургГаз        | 2014/2015 | Вища «Б»  | 9         | 3         | —     | —     |

(станом на 11 грудня 2018)

## Освіта
Закінчив Санкт-Петербурзький державний інженерно-економічний університет.